# Guy de Girard de Charbonnières
 (septembre 2022).
Si vous disposez d'ouvrages ou d'articles de référence ou si vous connaissez des sites web de qualité traitant du thème abordé ici, merci de compléter l'article en donnant les références utiles à sa vérifiabilité et en les liant à la section « Notes et références ».
Guy de Girard de Charbonnières est un diplomate français, né à Paris le 7 janvier 1907 et mort le 22 novembre 1990.

## Biographie
Guy de Girard de Charbonnières est le fils de Raoul de Girard de Charbonnières, administrateur de sociétés, et de Marguerite Maury. Licencié en droit, ancien élève de l'École libre des sciences politiques, il est admis au concours d’entrée dans les carrières diplomatique et consulaire le 19 mai 1930 (5e sur 12).
Il entre dans la carrière diplomatique en 1930, est en poste à Bruxelles puis à Londres. Conseiller à l'ambassade de France à Londres en juin 1940, il est renvoyé par Vichy en juillet 1941, puis milite dans la Résistance. il s'engage dans la France libre et rejoint Londres en janvier 1943. Devenu directeur de cabinet du Général Catroux, il est mêlé à Alger aux difficiles tractations entre De Gaulle et Giraud.   
Ministre plénipotentiaire puis ambassadeur de France à Copenhague, de 1945 à 1951, il a croisé la destinée de Louis-Ferdinand Céline au Danemark. Il a voulu faire extrader l'auteur du Voyage au bout de la nuit et s'est acharné contre lui. Il est notamment mentionné dans le troisième tome de la biographie de Céline par François Gibault, parue sous le titre Cavalier de l'Apocalypse au Mercure de France en 1981. Céline ne l'épargne pas dans sa correspondance.
Ambassadeur en Argentine (1951-1955), en Grèce (1957-1963), en Suisse (1963-1965), il est conseiller diplomatique du gouvernement (1966-1972).
Il avait épousé le 9 juin 1948 la comtesse Marianne von Rumerskirch (d) (1913-2003) dont il a eu deux enfants : Antoine-Celcour et Béatrice.

## Publications
- Le Duel Giraud-De Gaulle, Plon, 1984
- La plus évitable de toutes les guerres, Albatros, 1985 (Prix Drouyn-de-Lhuys de l'Académie des sciences morales et politiques)
- Les Derniers Rois, Éditions Jean-Cyrille Godefroy, 1985
- Les Quatre saisons, roman paru chez Altair en 1988

## Distinctions
- Commandeur de la Légion d'honneur (1961)
- Grand Croix de l'Ordre Royal de George Ier (Grèce).